# 일본과 미국 간의 상호 협력 및 안전 보장 조약

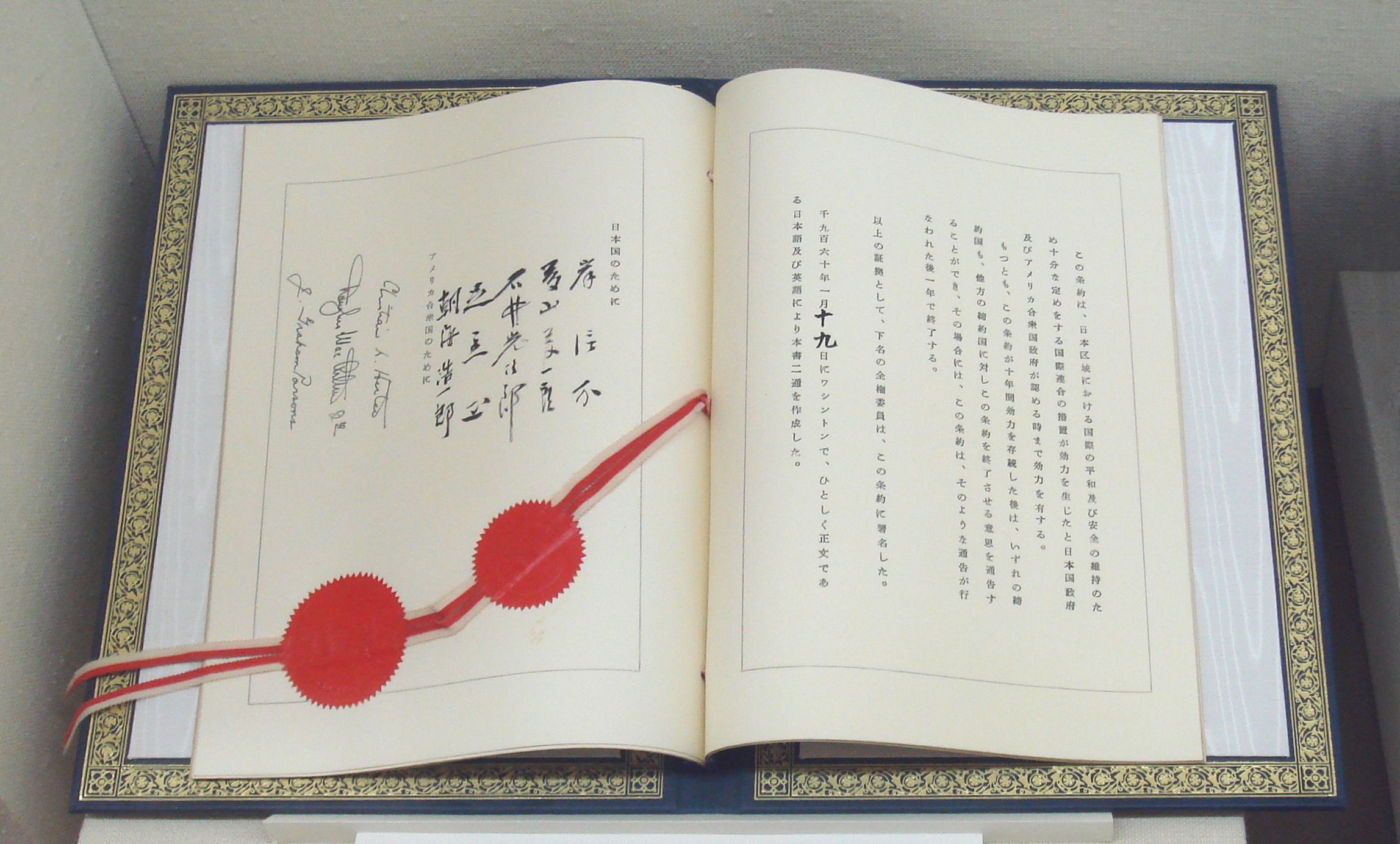
일본과 미국 간의 상호 협력 및 안전 보장 조약 문서

일본 내 주일 미군 기지의 분포도

일본과 미국 간의 상호 협력 및 안전 보장 조약(일본어: 日本国とアメリカ合衆国との間の相互協力及び安全保障条約 니혼코쿠토 아메리카 갓슈우코쿠토노 아이다노 소우고우쿄유료쿠 오요비 안젠호쇼우죠우야쿠[*], 영어: Treaty of Mutual Cooperation and Security between the United States and Japan)은 일본과 미국 간의 안전 보장을 목적으로 일본에 주일 미군이 주재하는 것 등을 정한 양국 간의 조약이다. 일본에서는 쇼와 35년 조약 제6호라고도 하며, 미일(일미)안전보장조약이라고도 불린다. 1960년 1월 19일 워싱턴 D.C.에서 체결되었으며, 같은 해 6월 23일에 발효되었다. 미일 동맹의 근거 조약이다. 1951년 9월 8일 샌프란시스코 평화 조약과 같은 날에 체결되어 1952년 4월 28일 발효한 일본과 미국 간의 안전 보장 조약(이하 '구 안보조약')은 이 조약에 따라 형식적으로 효력을 잃었으나 구 안보 조약에서 명시된 내용은 이 조약에서도 그대로 계승되었다. 체결 당시 조약의 기한은 10년이었으며, 10년 이후에는 체결국이 1년 전에 예고한 다음 일방적으로 파기할 수 있도록 정해졌으나, 기한이 만료된 1970년 이후에도 파기되지 않고 현재까지 유지되고 있다. 미일 지위 협정 (일본과 미국 간의 상호 협력 및 안전 보장 조약 제6조를 바탕으로 한 시설 및 구역 등에서 일본에 대한 합중국 군대의 지위에 관한 협정)에 의하여 상세한 항목들을 정하고 있다. 미일 지위 협정은 일본이 미군에 시설 및 지역을 제공하는 구체적인 방법을 정한 것 이외에 그 시설 내에서의 특권이나 세금의 면제, 병사 등의 재판권 등을 정하고 있다.
2010년 1월 19일, 버락 오바마 미국 대통령은 미일 안보 조약의 체결 50주년을 맞이하여 성명을 발표했다. 성명에서 오바마는 "공통의 과제에 대하여 두 나라가 협력하는 것은 우리들이 세계에 기여하는 상의 중요한 일부이다."라고 밝혀 미일 동맹의 기반으로서 양국의 대규모 협력의 필요성을 강조했다. 또 "일본의 안전 보장에 대한 미국의 관여는 흔들리지 않는다."고 밝혔으며, "동맹을 21세기에 걸맞게 고쳐, 양국을 결속시키는 우호 관계와 공통의 목적을 키우자."고도 발언하였다. 또 조약 체결 50주년을 맞아 일본의 외무·국방 담당 각료가 공동 성명을 냈다.

## 참고 문헌
- 구사노 아쓰시, 《미일 동맹이란 무엇인가》 (PHP 연구소)
- 무로야마 요시마사, 《미일 동맹 체제》 상권/하권 (유히카쿠)
- 일본국제정치학회 엮음, 《미일 동맹 체제 - 지속과 변용》 (유히카쿠)
- 니시하라 마사시/쓰치야마 지쓰오 엮음, 《미일 동맹 Q&A 100》 (아키쇼보)
- 사카모토 가즈야, 《미일 동맹의 유대》 (유히카쿠)
- 오카자키 히사히코, 《전략적 사고란 무엇인가》 (추코신쇼), 《미일 동맹과 일본의 전략》 (PHP 연구소)
- 마이클 그린 외 엮음, 《미일 동맹 미국의 전략》 (게이소쇼보)
- 다구보 다다에, 《새로운 미일 동맹》 (PHP 신서)
- 국제관계연구회, 《미일 동맹의 논리》 (일본공업신문사)
- 야마모토 고이치/마쓰모토 도시아키, 《군사동맹·미일 안보 조약》 (크레스트사)
- 마고사키 우케루, 《미일 동맹의 정체 - 갈팡질팡하는 안전 보장》 (고단샤 현대 신서)

## 같이 보기
조약 및 기구
- 일본과 미국 간의 안전 보장 조약 (1952년 발효한 구 안보 조약)
- 샌프란시스코 강화조약
- 한미상호방위조약
- 대만관계법 (구 미국-중화민국 상호방위조약)
- 미국-필리핀 상호 방위 조약
- 태평양 안전 보장 조약
- 북대서양 조약 기구 (나토)
- 중앙 조약 기구
- 바르샤바 조약 기구
- 안전 보장 협력에 관한 일본-오스트레일리아 공동 선언
- 일본과 인도 간의 안전 보장 협력에 관한 공동 선언

관련 사건
- 안보 투쟁
- 스나가와 사건 - 미군의 다치카와 기지 확장에 반대하는 데모대의 일부가 기지 내에 들어갔다가 체포된 사건